# Santigold
Santi White (Filadelfia, Pensilvania, 25 de septiembre de 1976), más conocida por su nombre artístico Santigold (anteriormente Santogold), es una compositora, productora, y cantante estadounidense. Su álbum debut Santogold fue lanzado en el año 2008. White se ha influido por los artistas muy diferentes Devo y Siouxsie And The Banshees.
Fue a la escuela Santi Germantown en Filadelfia, Pennsylvania y realizó sus estudios universitarios en la universidad metodista, donde cursara estudios superiores en música afroamericana. Consiguió su seudónimo en los años 80 extractándolo del apodo que un amigo le hiciera. Trabajó para los expedientes épicos como representante de A&R, pero dejó el trabajo para escribir y para producir el álbum debut de la cantante Res. 
Santigold era cantante de la banda Stiffed cuyo álbum de 2003, Sex Sells, y de 2005, Burned Again fue producido por Darryl Jenifer, bajista de Bad Brains. Mientras ella se encontraba en esta banda, Martin Heath de Lizard King Records le ofreció un contrato para ser solista.

## Carrera

### 2007-2010:Santogold
Sus primeros sencillos «Creator» y «L.E.S. Artistes» captaron la atención de los medios de internet en 2007.
Su álbum debut, Santogold, se publicó en abril de 2008. Fue concebido con su compañero de Stiffed John Hill. El álbum contó con las apariciones y trabajo de producción de Chuck Treece, Diplo y Switch, entre otros. Santogold fue aclamado por las revistas Entertainment Weekly y Spin. «LES Artistes» se posicionó en el número dos en la lista de "sencillos del año", que publica anualmente la prestigiosa revista Rolling Stone; mientras que Santogold obtuvo el sexto lugar en su lista de "álbumes del año". «Creator» y «Lights Out» aparecieron en anuncios publicitarios y comerciales de televisión en los Estados Unidos y el Reino Unido.
Durante el verano de 2008, la cantante lanzó el CD mixtape Top Ranking: A Diplo Dub, que fue bien recibido por Pitchfork y NME.
Para promover su álbum debut, Santi estuvo de gira con M.I.A. y Björk. En junio de 2008, la banda inglesa Coldplay la invitó a presentar el acto de apertura en su gira Viva la Vida Tour en Estados Unidos.
Las presentaciones de Santi fueron bien recibidas por la crítica especializada y prensa: The Boston Globe comentó que White «está hecha para teatros e incluso para estadios»; mientras que Metro International afirmó que «Santi White no volverá a hacer aperturas de nuevo».
Entre septiembre y octubre de 2008, White emprendió su gira Goldrush Tour en Norteamérica. Una vez finalizada la gira, apoyó a Jay-Z y Kanye West en una serie de conciertos. Más tarde haría lo mismo en algunos conciertos de The Streets y los Beastie Boys.
En febrero de 2009, White anunció que cambió su nombre artístico de «Santogold» a «Santigold», por razones relacionadas con una posible demanda del director Victor Santo Rigatuso, quien produjo y dirigió la película Santo Gold's Blood Circus.
La segunda etapa de la gira terminó en agosto de 2009 en el Festival Lollapalooza en Chicago. Comentando uno de los conciertos, Billboard señaló que ella «ofrece un conjunto brillante [de música] y además atrajo a una audiencia importante». Antes de abandonar el escenario en el último concierto, Santigold anunció que se estaba preparando para componer otro álbum.

### 2011-2021:Master of My Make-Believey99¢

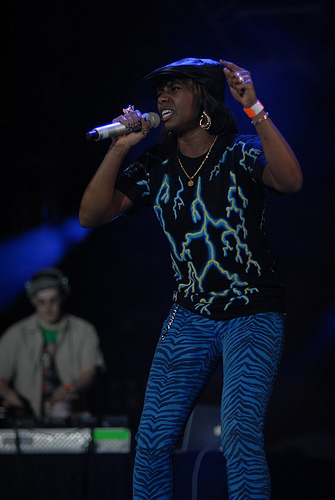
Santigold en una presentación en Guadalajara, México.

En 2011, Santi publicó la canción «Go!» que contó con la participación de Karen O de la banda Yeah Yeah Yeahs. La canción fue producida por Switch, Q-Tip y ella misma.
Fue elogiada por NME, quienes la llamaron «una canción frágil y alborotadora» con «un exquisito apogeo de los timbales, que resuenan agresivamente».
Santi anunció que su siguiente álbum sería lanzado en la primavera de 2012 y que en parte fue grabado en Jamaica. Hablando con Billboard, describió su próximo álbum como «musicalmente ecléctico, pero con algunas sorpresas épicas».
Fue coproducido, en parte, con Dave Sitek de TV on the Radio. Posteriormente reveló para la revista V que el nombre del álbum sería Master of My Make-Believe; En dicha entrevista, White contó sobre el proceso de composición: «[Yo] escribo para la música. Las letras vinieron poco a poco en este álbum»; también comentó la inspiración del mismo: «se trata de aprender a confiar en mí misma; quiero que trate sobre la creación de tu propia realidad».
A finales de enero de 2012 se publicó mediante una descarga digital gratuita la canción «Big Mouth», junto a su respectivo vídeo musical.
Durante los primeros meses de 2012, Santi espera protagonizar los actos de apertura en los conciertos estadounidenses de la gira I'm With You Tour de la banda Red Hot Chili Peppers. En febrero de ese año, un vídeo animado para la canción «Disparate Youth» fue publicado en la cuenta oficial de Santigold en Youtube, y fue confirmado como el primer sencillo del álbum. «Disparate Youth» también se publicó el 21 de febrero través de iTunes en Estados Unidos; mientras aguarda a ser lanzado en el mes de abril en el iTunes británico, junto con varios remixes en un EP. El álbum Master of My Make-Believe sería lanzado a principios de mayo.

## 2022-presente:Spirituals
Su cuarto álbum de estudio, Spirituals, que incluye los sencillos "High Priestess" y "Ain't Ready", fue lanzado el 9 de septiembre de 2022. Spirituals recibió críticas favorables: The Guardian lo elogió como un "álbum vertiginoso lleno de sentimiento y fervor". NME lo calificó con 4 de 5 estrellas diciendo que "el intrépido pionero del sonido lidera el grupo una vez más".

## Discografía

### Álbumes
- 2008: Santogold
- 2012: Master of My Make-Believe
- 2016: 99¢ (26 de febrero)
- 2022: Spirituals

### Sencillos
- 2008: «Creator»
- 2008: «L.E.S. Artistes»
- 2008: «Lights Out»
- 2008: «Say Aha»
- 2011: «Go!» (con Karen O)
- 2012: «Big Mouth»
- 2012: «Disparate Youth»
- 2012: «The Keepers»
- 2015: «Can't Get Enough of Myself» (con BC)
- 2015: «Who Be Lovin' Me» (con iLoveMakonnen)
- 2016: «Chasing Shadows»
- 2016: «Banshee»

### Colaborando con otros artistas
- 2007: "Pretty Green" (para el álbum Version de Mark Ronson)
- 2007: ""Penis War"" (con Nicolas Cage & Sigourney Weaver)
- 2008: "My Drive Thru" (con Julian Casablancas & Pharrell) [Converse]
- 2008: "Brooklyn Go Hard" (Jay-Z con Santogold)
- 2009: "Gifted" (N.A.S.A. con Santogold, Kanye West, & Lykke Li)
- 2009: "Hold the Line" (para el álbum Guns Don't Kill People... Lazers Do de Major Lazer)
- 2009: "Saga" (para el álbum Scars de Basement Jaxx)
- 2009: "Starstruck" (para el álbum UKNOWBIGSEAN de Big Sean)
- 2010: "Please Don't" (para el álbum Here Lies Love de David Byrne & Fatboy Slim)
- 2011: "Don't Play No Game That I Can't Win" (para el álbum Hot Sauce Committee Part Two de Beastie Boys)
- 2011: "Car Song" (Spank Rock con Santigold)
- 2011: "After Party" (para el álbum Turtleneck & Chain de The Lonely Island)
- 2012: "Dougou Badia" (para el álbum Folila de Amadou & Mariam)

### Como compositora para otros artistas
| Año  | Canción                                                                   | Artista                   | Lanzamiento               |
| ---- | ------------------------------------------------------------------------- | ------------------------- | ------------------------- |
| 2001 | "Golden Boys" "Sittin' Back" "I've Known the Garden" "Let Love" "Tsunami" | Res                       | How I Do                  |
| 2006 | "Littlest Things"                                                         | Lily Allen                | Alright, Still            |
| 2007 | "Lindsay Lohan's Revenge"                                                 | The Pase Rock             | "Lindsay Lohan's Revenge" |
| 2007 | "B-O-O-T-A-Y"                                                             | Spank Rock & Benny Blanco | Bangers & Cash            |
| 2008 | "Outta My Head (Ay Ya Ya)" "Ragdoll"                                      | Ashlee Simpson            | Bittersweet World         |
| 2010 | "Running Out"                                                             | Scissor Sisters           | Night Work                |
| 2010 | "Monday Morning" "Bobblehead"                                             | Christina Aguilera        | Bionic                    |